# Тргет
Тргет (хрв. Trget, итал. Traghetto) је насељено место у општини Раша, Истарска жупанија, Хрватска.

## Историја
До територијалне реорганизације у Хрватској био је у саставу старе општине Лабин.

## Становништво
У попису становништва из 2011. године, Тргет је имао 35 становника.
| Број становника према пописима | Број становника према пописима | Број становника према пописима | Број становника према пописима | Број становника према пописима | Број становника према пописима | Број становника према пописима | Број становника према пописима | Број становника према пописима | Број становника према пописима | Број становника према пописима | Број становника према пописима | Број становника према пописима | Број становника према пописима | Број становника према пописима | Број становника према пописима |
| ------------------------------ | ------------------------------ | ------------------------------ | ------------------------------ | ------------------------------ | ------------------------------ | ------------------------------ | ------------------------------ | ------------------------------ | ------------------------------ | ------------------------------ | ------------------------------ | ------------------------------ | ------------------------------ | ------------------------------ | ------------------------------ |
| 1857                           | 1869                           | 1880                           | 1890                           | 1900                           | 1910                           | 1921                           | 1931                           | 1948                           | 1953                           | 1961                           | 1971                           | 1981                           | 1991                           | 2001                           | 2011                           |
| 0                              | 0                              | 72                             | 102                            | 129                            | 132                            | 0                              | 1.137                          | 133                            | 132                            | 162                            | 112                            | 72                             | 55                             | 45                             | 35                             |

Напомена: Године 1857. и 1869. подаци су садржани у насељу Бргод, а 1921 године у насељу Мост-Раша. Године 1931. садржи податке за насеља Бргод, Мост-Раша, Поље и Рогочана (Лабин), а део података за насељено место Тргетари. Године 1880. исказивано под именом Трагетарић. Садржи податке за некадашње насеље Капелица, које је 1880, 1900. и 1910. године исказивано као насеље. Од 1880. до 1910. исказивано као део насеља.